# آي تربل إي 1613

محطة بالقرب من مطار دنفر الدولي

معيار IEEE-1613 هو أحد معايير معهد مهندسي الكهرباء والإلكترونيات (IEEE) القياسية  التفصيلية لإجراء عمليات فحص الاتصالات في معدات المحطات الفرعية للطاقة الكهربائية .

## وصلات خارجية
- http://standards.ieee.org/findstds/standard/1613-2009.html (current [2009] version)
- http://standards.ieee.org/findstds/standard/1613a-2011.html (2011 amendments to current version)
- http://standards.ieee.org/findstds/standard/1613-2003.html (superseded by 2009 version)